# Cattedrale di San Basilio Magno (Bucarest)
La cattedrale di San Basilio Magno (in rumeno: Catedrala Sfântul Vasile din București) è la chiesa cattedrale dell'eparchia di San Basilio Magno di Bucarest. Si trova nella città di Bucarest, in Romania.

## Storia
Nel 1909 l'arcivescovo cattolico Raymund Netzhammer ha benedetto la prima pietra della chiesa. Dopo soli sette mesi, la chiesa, ultimata dall'architetto Nicholas Ghica Budeşti, è stata consacrata. La chiesa è stata costruita ad una distanza di 30 metri dalla strada in quanto le autorità avevano imposto come condizione per la costruzione della chiesa che l'edificio non fosse eretto al livello della strada, ma nel cortile.
Dal 1940, anno di fondazione del vicariato per Bucarest, la chiesa è stata elevata a cattedrale. Nel 1948 le autorità comuniste cedettero la chiesa alla comunità ortodossa. Subito dopo gli eventi della fine di dicembre 1989 la parrocchia greco-cattolica di San Basilio Magno di Bucarest è stata riaperta, chiedendo  la restituzione della chiesa. Tuttavia le  autorità statali non riconoscevano i diritti della chiesa greco cattolica. Solo il 2 giugno 2005 il patriarca Teoctist Arăpașu della chiesa ortodossa romena ha affermato la sua intenzione di restituire la chiesa di San Basilio ai legittimi proprietari, ma la promessa è stata mantenuta solo il 4 maggio 2008,  quando l'edificio è tornato nuovamente alla chiesa cattolica con l'insediamento del nuovo vescovo greco cattolico vicario di Bucarest, Mihai Frăţilă, e l'edificio è stato elevato a cattedrale. Il 30 agosto del 2014 la chiesa è divenuta cattedrale dell'eparchia di San Basilio Magno di Bucarest.